# 錫尼維亞攻勢 (1942年)
錫尼維亞攻勢是一次由蘇聯籌劃的軍事行動，意圖打破德軍对列寧格勒接近一年的包圍，建立一條通向列宁格勒的可靠補給路線。與此同時，德軍當時正策劃北光行動（德語：Nordlicht）以攻佔該城并與芬蘭軍隊會師。由於德軍在1942年7月已经攻佔南线克里米亚的塞瓦斯托波爾，主攻该城的强大军队在战役结束后被用于增援北线列宁格勒方向。雙方均不知道對方正在準備中的攻勢，這使得雙方以未預料到的方式展開戰鬥。
蘇聯的進攻分兩個階段展开， 列寧格勒方面軍於8月19日開始進攻，沃爾霍夫方面軍於8月27日展開主要進攻。從8月28日起德方轉移力量，組織起自己的進攻，逐步遏制蘇聯的攻勢。初始時德軍的反擊都失敗了，但蘇聯軍隊也不能前进。經過10天的僵局，明显加强了的德軍在9月21日对蘇聯軍隊发动反擊。經過5天激戰，德軍各部隊聯繫起來，並切斷了苏军發起進攻時形成的突出部。10月10日，戰線回復至該戰役開始時之陣地；激戰持續至10月15日，在口袋中抵抗的苏军被消滅或突圍。
最终苏军的進攻失敗，但惨重的傷亡导致德軍轉入防禦姿態。11月德國從北方集團軍抽調援軍和其他單位，以應付蘇聯在斯大林格勒的大规模進攻，北光行動被中止。

## 背景
列寧格勒圍城戰在1941年初秋開始，1941年9月8日德國和芬蘭的部隊已經包圍該城市，切斷對列寧格勒及其郊區的所有供應路線。然而對該市的最初攻勢失敗，該市遭到圍困。在1941年至1942年冬季全市部分補給是通過冰封的拉多加湖上之生命之路提供的，令守軍能繼續堅守。 當圍困塞瓦斯托波爾在1942年7月4日結束，德軍攻佔該城，德國第11軍團可被用在別的戰線上，希特勒決定第11軍團參加對列寧格勒的攻擊。
蘇聯軍隊試圖解除封鎖，該包圍已對該城造成嚴重的傷害和平民損失。生命之路因德軍定期的空襲經常被封鎖。在1942年在該區域發起了幾個較小的攻勢，但沒有成功。最後在柳班附近之進攻導致第2突擊軍團大多數部隊被包圍及纖滅，然而開放了對列寧格勒的補給線對在柳班戰敗後幾乎立即開始籌備的新行動是至關重要。

## 準備
拉多加湖以南地區是茂密的森林，靠近湖泊一帶有許多濕地（特別是泥炭），這些地形阻礙了火砲和車輛的機動性，此外森林能保護雙方避免從視覺上被觀察到。關鍵地點之一的錫尼維亞高地，大約150 公尺高，周圍地勢比較平坦。高地為比較乾燥和視覺上比較清晰的幾個地區之一，並提供了一個進行觀察的好地方。封鎖建立後前線變化不大，允許德軍在該地區建立一系列以堅強據點形成的密集防守網，由戰壕互通，並以廣泛的障礙物、大砲和迫擊砲掩護。

### 德國的計劃
有關在1942年夏季至秋季攻佔列寧格勒的計劃是在1942年4月5日的國防軍最高統帥部第41号指令中提出的。指令強調：攻佔列寧格勒和向東部的高加索推進是東線夏季戰役的主要目標。
|  | 當中央集團軍進入守勢時，奪取列寧格勒和在北部與芬蘭人會師，在南翼，滲透到高加索地區，維持原本目標向東進軍。 |

在6月30日與希特勒討論期間，德國北方集團軍指揮官屈希勒元帥介紹了幾個實行這項指令的行動計劃。經過這些討論後，國防軍陸軍總司令部從塞瓦斯托波爾調來重砲進行部署，包括攻城铁道跑古斯塔夫·多拉和卡爾以協助摧毀蘇軍防線和科特林島的堡壘。 重新部署在7月23日完成。同一天，元首第45號指令命令北方集團軍在9月初攻佔列寧格勒，此行動被命名為“魔火”。這次行動由第11軍團的部隊實施，該部隊在攻佔塞瓦斯托波爾後可自由轉用於其他地區。另外國防軍最高統帥部調來第8航空軍向地面部隊提兵空中支援，7月30日行動被重新命名為北光行動 (德語：Nordlicht)。
行動要求3個軍滲透到蘇聯在列寧格勒南部的防線，其中1個軍將切斷列寧格勒與南部和西部守軍的連繫，而其他2個軍會轉向東部和摧毀涅瓦河和拉多加湖之間的蘇聯軍隊。而3個軍可以不需要進行巷戰而攻佔列寧格勒。
行動可使參與圍攻的部隊可被轉用於其它區，更有可能帶來在東線的勝利，與此同時蓝色方案正在稳步推进，德國人也正準備實施斯大林格勒戰役，在列寧格勒地區的第11軍團下轄共12個師。

### 蘇聯計劃
蘇聯在整個1942年曾試圖解圍，雖然在冬季和柳班攻勢行動中未能打破對該城的圍困，在市內的列寧格勒方面軍與沃爾霍夫方面軍之間的戰線距離只有16（9.9英里）。。進攻可以使個方面軍的部隊會師，並建立了對列寧格勒的補給線，因為列寧格勒方面軍在這個時間實力較弱，因此將由沃爾霍夫方面軍開展攻勢，而列寧格勒方面軍將只進行局部攻擊和攻佔與涅瓦河隔河相望的橋頭堡。 沃爾霍夫方面軍的第8軍團作為進攻矛頭，第4親衛軍為第2梯隊及新編的第2突擊軍團為第3梯隊。
考慮到即將到來的戰鬥中的困難和戒備森嚴的地形，蘇聯軍隊不同於他們的早期行動，裝備非常齊全，第8軍團的砲兵和坦克顯著增強。平均而言第1梯隊每個師獲得1個坦克營、幾個砲兵團和1個或兩個卡秋莎火箭炮砲兵連的加強，這使得蘇聯在其主要進攻的正面，每公里部署60台—100台 火砲和5輛—9 輛坦克。部隊配備了大量的PPD-40和PPSH-41衝鋒槍。個別砲兵連配屬工程單位，提高部隊的整體機動性。

## 戰鬥序列
| 德軍 - 第18軍團 （在8月27日時是唯一的參戰部隊） - 第26軍 - 第223步兵師 - 第227步兵師 - 第1軍 - 第96步兵師 - 第28軍 - 第121步兵師 - 第5山地師 - 德軍第28輕步兵師 - 德國第11軍團 （從8月28日起到達增援） - 德國第30軍 - 第170步兵師 - 第24步兵師 - 第132步兵師 - 第12裝甲師 - 第3山地師 德国空军 - 空軍東軍區司令部 - 第1航空隊 - 第54航空聯隊 - 第77航空聯隊 | 蘇軍 - 第8軍團 - 第6親衛步槍軍 - 第128親衛步槍師 - 第3親衛步槍師 - 第19親衛步槍師 - 第24親衛步槍師 - 第191步槍師 - 第122坦克旅 - 第4親衛步槍軍 - 第259步槍師 - 第22步槍旅 - 第23步槍旅 - 第32步槍旅 - 第33步槍旅 - 第53步槍旅 - 第137步槍旅 - 第140步槍旅 - 第98坦克旅 - 第2突擊軍團 - - 第327步槍師 - 第6步槍旅 - 第4坦克旅 蘇聯空軍 - 第14航空軍團 |

## 戰役
任何一方都不知道對方正在該地區部署部隊并計劃發動進攻。德國人直到第8軍團在8月27日的攻擊開始後才意識到蘇聯在隨後幾天的行動是一場大規模進攻。這導致在第11軍團和第8航空軍被重新部署，以應付蘇聯的強大進攻，並放棄對列寧格勒的進攻準備。同樣，蘇方对德第11軍團被調到列寧格勒並不知情，只以為將面對第18軍團的10個師，而沒有發現從克里米亞調來部署的部隊。這意味著蘇聯軍隊在發動進攻時、甚至在戰鬥開始前，在數量上已處於劣勢。

### 蘇軍攻勢，列寧格勒方面軍，8月19日–26日

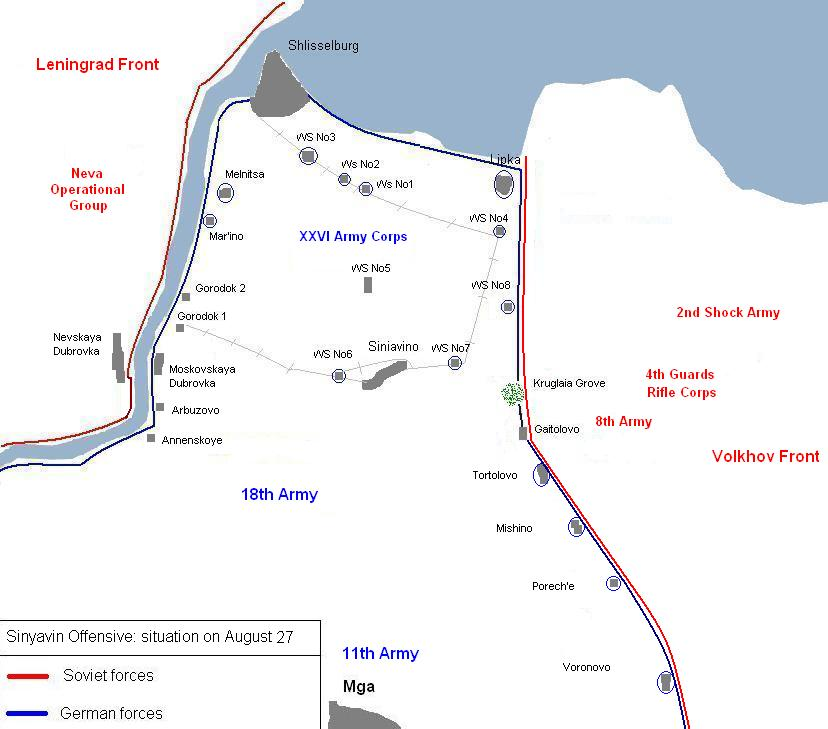
沃爾霍夫方面軍進攻前之前線

最終，蘇軍的行動比德國更早地於8月19日展開，儘管德方資料顯示的日期要靠后几天。 這是因為沃爾霍夫方面軍直到8月27日才展開進攻。而德軍的行動是由於9月14日開始。 列寧格勒方面軍於8月19日發起進攻，但由於有限的物資和兵力，方面軍只能攻佔和擴大橫跨涅瓦河的橋頭堡，這將有助它與沃爾霍夫方面軍會師。 德軍當時沒有注意到這是1場重大進攻，因為列寧格勒方面軍在7月和8月初已發動了幾個小規模攻勢。 8月19日，弗朗茨·哈爾德在他的日記裡指出“像往常一樣，只是在該地區的小規模攻擊”。因此，沒有採取額外的防禦措施。

### 蘇軍主要攻勢，沃爾霍夫方面軍，8月27–9月9日

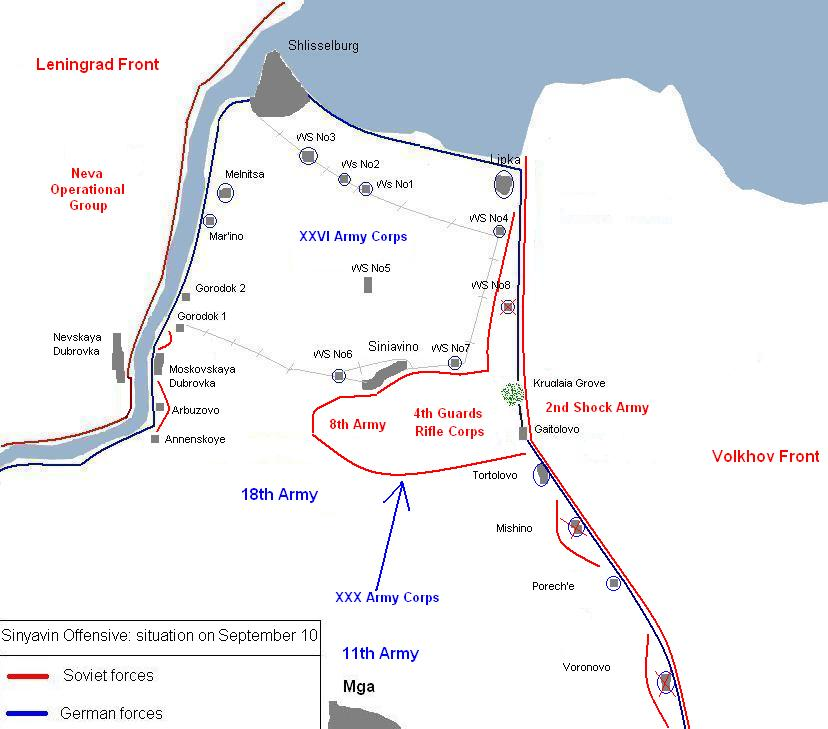
蘇軍進一步之攻勢

沃爾霍夫方面軍的進攻開始於8月27日上午。隱蔽集結部隊讓蘇聯軍隊在進攻的第1天，在人力、坦克和大砲上享有顯著優勢，同时也令德國措手不及。第8軍團已初步成功推進，渗透切断德軍第1道防線（如第223步兵師），在第1天从攻击出发点推進了3（1.9英里）。但是由於德軍的猛烈抵抗，苏军把進攻擴大到側翼的最初嘗試失敗。 德軍指揮部作出回應，從北光行動的發起地域調来第5山地師和第28輕步兵（猎兵）師，以應付蘇聯的進攻。第170步兵師的先頭部隊，雖然只到達巴掌大，也紛紛加入了進攻。此外，希特勒把第3山地师由海路調撥到芬蘭而非愛沙尼亞。
8月29日，在德軍防線上的缺口已有7（4.3英里）深。為了維持對錫尼維亞的攻勢，蘇軍開始把他們的第2梯隊投入戰鬥。而德軍同时也得到第12裝甲師和第96步兵師一部增援。值得注意的是，這天记录到虎式坦克首次披投入作戰：第502重战车營一部共4輛虎式坦克於8月29日參戰。他們試圖進行反擊但失敗，2輛坦克幾乎立即拋錨，另有1輛坦克的引擎過熱。
在第一階段，德國東部空軍司令部”轄下的第1航空隊出動增援。 德国空军最高司令部出動數個戰鬥機聯隊以協助德軍防線對抗蘇聯猛烈的空襲。第54和第77戰鬥機聯隊在戰線上空奪取制空權。儘管遭到蘇聯第14航空軍團的抵抗和面對一對二的劣勢，德國空軍仍保持空中優勢。 第1航空隊在9月1日至2日的大規模空戰中，擊毀了421架戰機，減輕了地面部隊的壓力。德軍的空中活動是非常有效的，有一些蘇聯飛行員的士氣已經崩潰，他們在戰鬥中表现并不理想，這促使約瑟夫·史太林威脅把任何拒絕與敵人進行戰鬥的飛行員送交軍事法庭
於9月5日，沃爾霍夫方面軍已滲透入德軍防線9（5.6英里）。在最遠點，苏军只距離涅瓦河6（3.7英里）。苏军企圖奪取錫尼維亞和相鄰的高地，但因遇到非常頑強的抵抗而遭到失敗。在兩翼，蘇聯軍隊於9月3日攻佔米須諾，9月7日攻佔沃羅諾沃，但是之後没能继续推进。苏军試圖打破僵局，将第3梯隊的部隊（第2突擊軍團）投入战斗，但在德軍的側翼反擊之下被迫停止進攻。 9月7日，沃爾霍夫方面军撤下了第8軍團的两个师，代之以一個新的師和一個坦克旅，以進行進一步推進。

### 僵局，9月10日–20日
儘管幾次試圖再次進攻，戰事仍然演变成了一场僵局，沒有一方獲得任何進展。 9月10日-19日之間在前線沒有重大變化。蘇聯方面當時正在等待增援和空中支援，希望能推進7（4.3英里）并在未來幾週內與列寧格勒方面軍會合，但增援卻花了很多時間。
為制止蘇軍的進攻，德軍現在的目的是打敗蘇軍。曼施坦因被希特勒任命為該地區所有德軍的指揮官，旨在切斷蘇軍進攻形成的突出部。然而，德军在9月10日的初步反擊失敗，在大量的雷场、大砲和迫擊砲下遭受慘重損失。曼施坦因決定组织攻擊部隊以實施雙管齊下的攻擊，而德軍进行的就地反擊则用来試探蘇軍進攻的企圖。

### 德軍反攻，9月21日–10月15日

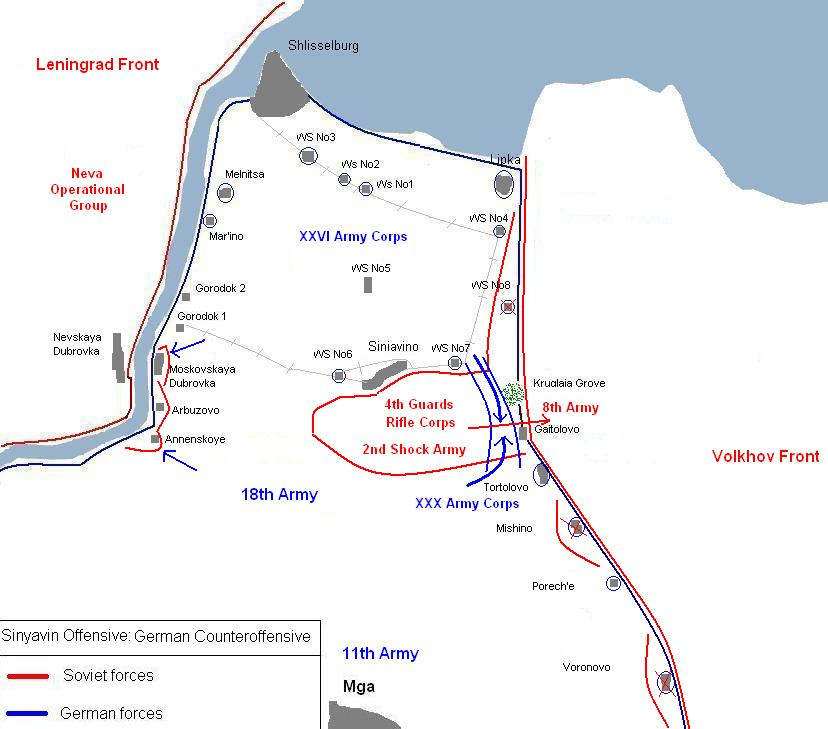
德軍反攻

德軍在9月21日展開主要反攻。共有6個師參加了進攻，第121步兵師從北面進攻，而第30軍的第24、第132和第170步兵師從南面攻擊，而第3山地師和第28輕步兵師的從中路進攻。第5山地師在過去的10天遭受重大人員傷亡，因此在反攻中並沒有擔當重要角色。
參與反攻的德軍面臨著蘇軍在數月前同樣面對的問題。在難以克服的地形穿越防禦陣地是非常緩慢的及傷亡非常高。 經過5天非常激烈戰鬥後，在9月25日，德軍在加伊托勒沃附近會師，將蘇聯第8軍團一部（第6親衛步槍軍） 及第2突擊軍團包圍。在打破蘇軍解除或突破包圍圈的企圖後，它們是受由重型火砲和空中轟炸襲擊。在同一時間，第28輕步兵师和第12裝甲師则挫败了列寧格勒方面軍擴大橋頭堡的企圖。
經過從9月底到10月15日的激烈戰鬥後，德軍減少參與包圍的部隊并奪回失去的堅強據點，除了列寧格勒方面軍接近莫斯科杜布羅夫卡附近的1個小型橋頭堡。

## 後果
對於蘇軍來說，這個行動是一次代價昂貴的失敗，雖然相比於6月和7月在米亚西诺夫波尔的戰敗影響較小，第2突擊軍團在該戰役中又一次幾乎全灭，德軍俘虜了33,000名 戰俘。但仅仅在3個月後，蘇軍將發動新的攻勢伊斯卡拉行动。這次進攻將在1943年1月打通1條通往列寧格勒的走廊。
對德軍來說，影響更大。雖然蘇聯的威脅被消除，德军也重新建立了第18軍團的陣地，但第11軍團在人員、裝備和彈藥上遭受了嚴重損失。 第18軍團也遭受損失，特別是第223步兵師，他們在進攻的第1天面對整个蘇聯第8軍團。 重大的人員傷亡導致國防軍陸軍總司令部發出第1號行動指令，下令北方集團軍在冬季轉入防守態勢。在11月，德軍的增援和其他單位從北方集團軍被調走以應付蘇聯在斯大林格勒的重大進攻，北光行動被中止了。

## 註解
1. 1 2  Glantz p. 226
2. ↑  Isayev p. 142, only between August 28–September 30
3. ↑  Glantz (1995), p. 295
4. 1 2  Glantz p. 224
5. 1 2  Glantz p. 230
6. 1 2 3  Isayev p. 133
7. ↑  Isayev p. 134
8. 1 2  Isayev p.135
9. ↑  Glantz pp.216–217
10. ↑  Isayev p. 132
11. ↑  Glantz p. 484
12. ↑  Glantz pp. 212–213
13. ↑  Glantz p. 213
14. ↑  Isayev P.135
15. ↑  Glantz p.217
16. 1 2  Isayev p. 135
17. ↑  Glantz p. 218
18. ↑  Glantz p. 216
19. 1 2 3 4  Bergström 2003, p. 365.
20. 1 2  Isayev p. 139
21. 1 2 3 4  Glantz p. 221
22. 1 2 3  Haupt W.  Army Group North. The Wehrmacht in Russia 1941–1945
23. ↑  Isayev p. 137
24. ↑  Glantz p. 217
25. ↑  Glantz p. 219
26. ↑  Glantz p. 222
27. ↑  Isayev p.140
28. 1 2  Glantz p. 223
29. ↑  Glantz p. 207
30. ↑  Glantz p. 286